# Stereometer

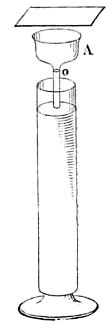
Skizze eines Stereometer

Als Stereometer (griech.) bezeichnet man einen Apparat zur Bestimmung des von fester Substanz ausgefüllten Volumens pulverförmiger Körper.

## Funktionsweise
Das Stereometer von Say besteht aus einem Glasgefäß A, dessen eben geschliffener Rand durch eine Glasplatte luftdicht verschlossen werden kann; nach unten setzt sich dasselbe in eine offene, mit einer Teilung versehene Glasröhre fort, deren zwischen zwei Teilstrichen enthaltener Rauminhalt genau bekannt ist. Wird die Röhre, während A offen ist, in ein mit Quecksilber gefülltes Standgefäß bis zum Nullpunkt o der Teilung eingetaucht und die Glasplatte aufgelegt, so ist ein bestimmtes Luftvolumen v abgesperrt, dessen Druck durch den herrschenden Barometerstand b angegeben wird.
Zieht man nun das Gefäß A in die Höhe, so dehnt sich die in ihr enthaltene Luft um das an der Teilung abzulesende Volumen w aus, ihr Druck wird geringer, u. der äußere hebt eine Quecksilbersäule h in die Röhre. Nach dem Mariotteschen Gesetz hat man nun die Proportion v+w:v=b:b-h, aus welcher, da w, b und h bekannt sind, v berechnet werden kann. Wiederholt man denselben Versuch, nachdem der pulverförmige Körper, dessen Volumen x bestimmt werden soll, in das Gefäß A gebracht ist, so ist das Volumen der abgesperrten Luft, wenn die Röhre bis zum Nullpunkt eingetaucht ist, v-x.
Erhebt man nun die Röhre wieder, bis das Volumen um w zugenommen hat, und wird dabei die Quecksilbersäule h' gehoben, so kann man aus der Proportion v-x+w: v-x=b : b-h' das Volumen x finden. Mittels Division des absoluten Gewichts des Pulvers (in Gramm) durch sein Volumen (in Kubikzentimeter) ergibt sich das spezifische Gewicht desselben.
Die Volumenometer von Kopp und Regnault gründen sich auf dasselbe Prinzip und haben dieselbe Bestimmung wie das Stereometer.
Dieser Artikel basiert auf einem gemeinfreien Text aus Meyers Konversations-Lexikon, 4. Auflage von 1888 bis 1890.